# Lugo (Olaszország)
Lugo (romanyol nyelven Lùgh) település Olaszországban, Emilia-Romagna régióban, Ravenna megyében. Lakosainak száma 32 015 fő (2023. január 1.). Lugo Losco, Bagnacavallo, Bagnara di Romagna, Conselice, Cotignola, Fusignano, Massa Lombarda, Mordano és Sant’Agata sul Santerno községekkel határos.

## Népesség
A település lakossága az elmúlt években az alábbi módon változott:
| Lakosok száma | 32 396 | 32 317 | 32 015 |
|               | 2017   | 2018   | 2023   |